# Яр (роман)
«Яр» — перший написаний (1960) і останній виданий (2008) роман українського письменника, лауреата Шевченківської премії Івана Білика.

## Вміст роману
В основу роману лягли спогади дитинства, розповіді матері та земляків — людей із непростою долею, які пройшли через Колиму й табори, але дожили до часів хрущовської відлиги. Головний герой твору дивом вижив після заслання на Колиму й зумів утекти. Повернувшись додому, він опинився між двома ворогами — німцями та більшовиками.

## Історія написання
Свій перший роман під назвою «Яр» Іван Білик написав у 1960 році, коли ще навчався в Київському університеті. Прототипом описаного в творі селища Яр став його рідний Градизьк — містечко, в якому він народився.  Автор не зміг видати роман в радянський час, оскільки розумів, що його звинуватять у націоналізмі. Директор видавництва «Дніпро» Олександр Бандура дав автору пораду: «Замкни у далеку шухлядку, загуби ключа, та відкрий років через 20». Білик послухався.
Передмову «Іван Білик: таїна давнини і трагізм сучасності» до першого видання роману написав Шпиталь Анатолій Григорович — кандидат філологічних наук, старший науковий співробітник відділу української літератури ХХ століття та сучасного літературного процесу Інституту літератури імені Тараса Шевченка НАН України.